# Éclaireurs pawnees
Les éclaireurs pawnees sont des amérindiens de la tribu des Pawnees qui faisaient partie de l'Armée des États-Unis en tant qu'éclaireurs au cours de la seconde moitié du XIXe siècle. Comme les autres groupes d'éclaireurs indiens, les guerriers pawnees furent recrutés en nombre pour lutter contre les tribus hostiles dans les Grandes Plaines américaines. Comme les Pawnees étaient des ennemis de longue date des Sioux et des Cheyennes, au lieu de combattre contre le gouvernement américain, ils le servirent entre 1864 et 1877, et gagnèrent ainsi une réputation d'unité bien entraînée, particulièrement dans le pistage et la reconnaissance.

## Précédent historique
Au XVIIIe siècle, les Pawnees s'étaient alliés aux Français et avaient joué un rôle important dans l'arrêt de l'expansion espagnole, en particulier en remportant une victoire décisive sur l'expédition Villasur, près de la rivière Platte, le 14 août 1720.

## Histoire de leur service
La tribu pawnee est originaire d'une zone dans le Nebraska autour des rivières Republican, Platte et Loup. Ils étaient connus pour leur culture guerrière et s'étaient spécialisés dans des raids des villages ennemis afin de voler les chevaux. Avant décembre 1864, lorsque les unités d'éclaireurs furent créées, les Pawnees étaient constamment en guerre contre leurs voisins. Ainsi le général Samuel Curtis n'eut aucun mal à en recruter soixante-dix-sept pour former la première unité. Peu de temps après, le lieutenant Frank North fut autorisé à en recruter 100 de plus. North fut promu chef des éclaireurs et nommé capitaine, puis major, un poste qu'il occupa jusqu'à la dissolution de l'unité en 1877. La première garnison des éclaireurs pawnees fut Fort Kearny, Nebraska et, plus tard, d'autres unités stationnèrent à Fort D.A. Russell (Wyoming), Wyoming ainsi qu'au campement de Sydney. Les éclaireurs pawnees, vénéraient leur chef, le major North en raison de sa bravoure au combat et d'une succession d'incidents « miraculeux » en 1865.

### La bataille de la Powder River
De mai à novembre, les éclaireurs pawnees participèrent à l'expédition de la Powder River sous les ordres du général Patrick E. Connor et connurent leur baptême du feu le 13 août 1865, à Crazy Woman Fork, près de la Powder River. Le capitaine Frank North et ses hommes pourchassaient un groupe d'Arapahos à cheval lorsque le commandant fut séparé d'environ un mile de ses hommes. Les guerriers en fuite firent alors volte-face pour attaquer North, blessant son cheval. Celui-ci l'utilisa alors comme parapet pour se protéger et riposter en attendant le secours. Leur deuxième escarmouche, le 16 août 1865, fut au cours du massacre de la Powder River. Le capitaine North suivait la trace de 27 Cheyennes avec 45 de ses hommes lorsqu'ils découvrirent le camp ennemi. Après deux jours de recherches, alors qu'il était 2 heures du matin, il mit ses hommes au repos afin d'attendre le lever du jour pour donner l'assaut. Durant l'escarmouche, les vingt-sept Cheyennes du Sud, hommes, femmes et enfants furent tués alors que les éclaireurs ne déplorèrent que quatre chevaux tués.
Ces deux événements contribuèrent à attribuer à North une image de héros invulnérable aux pouvoirs surnaturels. Les éclaireurs servirent ensuite à la bataille de la Tongue River le 29 août. Au cours du combat, environ 200 soldats américains et 70 éclaireurs amérindiens (dont 30 Pawnees) prirent d'assaut un village arapaho contenant environ 500 personnes, majoritairement des femmes et des enfants, dirigés par un homme médecine. Les quelques guerriers arapahos qui contre-attaquèrent furent repoussés par les soldats à l'aide de carabine et d'obusiers montés. Soixante-trois Arapahos, pour la plupart non armés furent tués et dix-huit femmes et des enfants furent capturés puis relâchés ultérieurement. En outre, des centaines de chevaux et de poneys arapahos furent abattus après la bataille. Cinq soldats américains et éclaireurs amérindiens furent tués ou mortellement blessés et deux autres furent blessés au cours de la bataille,,.

### Guerre cheyenne
Au printemps de 1866, après l'expédition dans le pays de la Powder River, les éclaireurs pawnees furent dissous. Mais seulement temporairement puisqu'en mars 1867, North fut autorisé à recruter 450 hommes pour protéger le chantier de l'Union Pacific Railroad, train alors en construction. North, accompagné de son frère Luther qui commandait l'une des compagnies, prit alors le commandement de cette unité surnommée le « bataillon pawnee ». 
L'unité prit alors part aux combats de la guerre Comanche, luttant contre le chef Turkey Leg et ses hommes, des Cheyennes du Nord. Un engagement « sévère » eut lieu le 22 août près de Plum Creek Station, Nebraska. North et quarante-deux éclaireurs affrontèrent 150 Sioux oglalas et guerriers cheyennes qui avaient détruit un train le 6 août, tuant sept colons et volant de nombreux biens. Les éclaireurs pawnees furent de nouveau victorieux, tuant de nombreux adversaires et récupérant les biens volés. Ils capturèrent aussi la femme et l'enfant de Turkey Leg qui furent ultérieurement échangés contre trois filles et deux garçons américains retenus en captivité par le chef amérindien depuis longtemps. À l'automne 1867, le bataillon est démobilisé, mais au printemps 1868 North réorganise l'unité pour continuer à protéger l'Union Pacific. En 1869, North et cinquante éclaireurs guidèrent l'expédition de la Republican sous les ordres du colonel Eugene Asa Carr à travers le Colorado et combattirent à la bataille de Summit Springs le 11 juillet. La bataille opposa environ 300 Américains et Pawnees d'un côté et 450 à 900 Arapahos, Sioux et Cheyennes de l'autre, sous le commandement du chef Tall Bull. Carr disposa ses unités afin d'attaquer le camp simultanément de plusieurs côtés à la fois. La manœuvre fonctionna parfaitement et environ trente-cinq Indiens, hommes, femmes et enfants furent tués, y compris Tall Bull, alors qu'un seul Américain fut blessé. Les éclaireurs furent responsables de la mort d'au moins sept femmes et enfants. Quelque 800 têtes de bétail furent également capturées,,,.

### Guerre des Black Hills
En 1870, les éclaireurs pawnees protégeaient toujours le chemin de fer. Mais leur unité fut finalement dissoute. Cependant, avec le déclenchement de la guerre des Black Hills en 1876, North reçut comme mission du général Philip Sheridan d'aller en Territoire indien où les Pawnees vivaient alors pour former une nouvelle unité pour la campagne de Litlle Bighorn du général George Crook. North constata que les Pawnees vivaient pauvrement dans une réserve et nombreux d'entre eux étaient désireux de s'enrôler. Il recruta 100 éclaireurs et partit à leur tête vers le Nord et Fort Robinson, au Nebraska, où les chefs sioux Sitting Bull et Red Cloud étaient très actifs dans la lutte contre les colons et soldats américains. North et ses hommes arrivèrent le 22 octobre et furent immédiatement engagés dans une attaque du camp du chef Red Cloud avec un régiment de cavalerie. Le matin suivant, North et ses hommes prirent le camp sans un coup de feu et capturèrent Red Cloud et plus de 700 poneys, plus tard revendus par les Pawnees. Le chef amérindien fut ensuite emmené à Fort Robinson où il fut emprisonné jusqu'à la fin de la guerre en 1877. En novembre 1876, le général Ranald S. Mackenzie, à la tête de soixante-dix éclaireurs pawnees et 800 cavaliers attaqua, dans les monts Big Horn un camp cheyenne. Le jour de l'assaut, les Amérindiens étaient épuisés par la cérémonie qu'ils avaient fait la nuit précédente, de sorte que lorsque les troupes de Mckenzie donnèrent l'assaut, la plupart s'enfuirent, laissant le campement aux mains des soldats qui le brûlèrent. Quelque 650 poneys furent capturés et plus d'une quarantaine d'Indiens moururent de faim dans les semaines suivantes. La bataille laissa les Cheyennes démunis à tel point qu'ils allèrent voir le chef Crazy Horse qui leur refusa son aide car ils avaient été « peu malins et surpris » par l'armée.
Sans nulle part où aller, les Cheyennes allèrent jusqu'à Fort Robinson où ils se rendirent. En raison de la campagne militaire hivernale du général Crook les autres Amérindiens, sous les ordres de Sitting Bull, ne purent pas chasser le bison et, au printemps de 1877 se rendirent aussi à Fort Robinson. Une fois la guerre terminée l'unité des éclaireurs pawnees fut définitivement dissoute le 1er mai 1877. Les Amérindiens retournèrent alors dans leur territoire. North quitta alors l'armée la même année. Le général Crook écrivit à son sujet : « je pense qu'il est tout simplement juste et approprié de vous remercier pour votre excellent comportement pendant votre temps de service sous les drapeaux et sous mon commandement, et de constater que l'attitude martiale et disciplinée des éclaireurs pawnees est le plus éloquent témoignage qui pourraient être mis en avant pour prouver votre aptitude pour ce poste que vous avez occupé à leur tête. »